# Ferdinand von Maliszewski
Jakob Matthias Ferdinand von Maliszewski (* 25. Februar 1790 in Ostrokollen; † 26. Oktober 1877 in Berlin) war ein preußischer General der Infanterie.

## Leben

### Herkunft
Er war der Sohn des Grenzzollinspektors Jakob von Maliszewski.

### Militärkarriere
Maliszewski wurde am 14. Oktober 1804 als Gefreiterkorporal im Infanterieregiment „von Schöning“ der Preußischen Armee angestellt und dort am 6. Juni 1806 zum Portepeefähnrich ernannt. Als solcher kämpfte er während des Feldzuges 1806/07 in der Schlacht bei Preußisch Eylau und wurde bei Soldau erstmals verwundet. Nach dem Frieden von Tilsit kam Maliszewski als Sekondeleutnant in das 2. Ostpreußische Infanterie-Regiment. Während der Schlacht bei Großgörschen wurde er ein weiteres Mal verwundet und mit dem Eisernen Kreuz II. Klasse ausgezeichnet. Im Anschluss daran kämpfte Maliszewski bei  Bautzen und machten den Übergang bei Wartenburg mit. Durch eine Gewehrkugel in die rechte Hüfte wurde er als Bataillonsadjutant bei Möckern schwer verwundet und erhielt das Eiserne Kreuz I. Klasse.
Diese Verwundung machte eine weitere Verwendung im Truppendienst unmöglich. Daraufhin wurde Maliszewski nach seiner Gesundung am 20. September 1814 zum Kadettenkorps versetzt und zwei Monate später zum Stabskapitän sowie am 11. Juni 1815 zum Kapitän befördert. Am 27. November 1815 folgte seine Kommandierung zur Dienstleistung beim 3. Departement des Kriegsministeriums. Unter Belassung in diesem Kommando schied Maliszewski am 28. Dezember 1815 aus dem Kadettenkorps und wurde zu den Offizieren von der Armee überführt. Innerhalb des Kriegsministeriums war er in den kommenden Jahren in verschiedenen Abteilungen tätig (u. a. in der Abteilung für die persönlichen Angelegenheiten) und wurde zwischenzeitlich am 3. April 1820 zum Major befördert. Als designierter Nachfolger des Direktors trat Maliszewski am 15. Mai 1829 zur Geheimen Kriegskanzlei über, wurde am 30. März 1837 Oberstleutnant und zwei Jahre später schließlich Vorsteher. Nach rund 33-jähriger Tätigkeit im Kriegsministerium ernannte man ihn am 8. Juli 1848 zum Kommandanten des Invalidenhauses mit einem jährlichen Gehalt von 2200 Talern. Anlässlich des 100-jährigen Bestehens des Invalidenhauses erhielt Maliszewski 1848 den Charakter als Generalmajor.
In seiner Stellung war er auch an der Gründung des „Nationaldankes für Veteranen“ beteiligt und gab ab 1852 die Kriegervereinszeitschrift Der National-Dank heraus. Auch betätigte er sich als Herausgeber der Militär-Literatur-Zeitung.
Am 6. November 1858 erhielt Maliszewski den Charakter als Generalleutnant und am 14. Januar 1862 wurde ihm der Rote Adlerorden I. Klasse mit Eichenlaub mit der Zahl „50“ auf dem Eichenlaub des Kreuzes am Ordensband verliehen. Beim 25-jährigen Jubiläum als Kommandant des Invalidenhauses ernannte ihn Wilhelm I. 1873 zum Gouverneur dieses Hauses. Kurz vor seinem Tod erhielt er noch den Charakter als General der Infanterie.

### Familie
Maliszewski hatte sich am 10. August 1819 in Berlin mit Adelheid Philippine Sigismunde Sidonie Karoline, geborene Gans zu Putlitz (1801–1851) verheiratet. Aus der Ehe ging der Sohn Camillo hervor, der später in der Preußischen Armee zum Generalmajor aufstieg.